# کونونگ کریک
کونونگ کریک (به انگلیسی: Koonung Creek) رودخانه‌ای است که در اتریش جریان دارد.